# Peccato (film)
Peccato (Beyond the Forest) è un film del 1949 diretto da King Vidor e tratto dall'omonimo romanzo di Stuart Engstrand (1948). Si tratta dell'ultima pellicola della Warner Bros. con protagonista Bette Davis dopo essere stata licenziata dalla casa di produzione.

## Trama
Rosa Moline è un'avvenente casalinga sposata con Louis, medico condotto rispettato e benvoluto per il suo altruismo e la sua generosità da tutti gli abitanti di una cittadina del Wisconsin. La donna è però insoddisfatta della sua modesta vita di provincia ed è desiderosa di denaro e lusso. In seguito a un incidente nella foresta viene soccorsa da Neil Latimer, un ricco uomo d'affari di Chicago, proprietario di una villa sul lago non molto distante, e fra i due inizia una relazione sentimentale.
All'insaputa del marito, Rosa estorce denaro ai suoi pazienti per fuggire a Chicago dall'amante ma l'uomo le dice di essere in procinto di sposarsi con una donna ricca e più giovane e lei delusa e furiosa torna a casa da Louis che nonostante tutto l'ama e la riprende con sé. Poco dopo la donna rimane incinta con viva gioia del medico. Rosa però è sempre più insofferente e continua a sognare un futuro più agiato non curandosi affatto della sua gravidanza.
Successivamente la coppia partecipa a una festa a cui viene invitato anche Neil che balla con Rosa e le confida di non essersi più sposato, dichiarandole che solo lei è la vera donna della sua vita e le propone di fuggire insieme per sposarla. Lei è raggiante ma naturalmente non rivela all'amante di essere incinta per paura che lui cambi idea.
Il colloquio viene però ascoltato da Sorren, un vecchio amico di Louis, il quale avverte Rosa di non fare ciò che si è preposta, altrimenti metterà al corrente Neil della sua gravidanza.
Il mattino dopo, in una battuta di caccia nella foresta a cui partecipano tutti gli invitati della sera prima, Rosa, che è un'abile tiratrice, uccide con un colpo di fucile Sorren. Al processo che segue la donna viene però assolta poiché la giuria, nel verdetto, giudica l'accaduto come un incidente di caccia.
Ma Rosa vuole a tutti i costi fuggire con Neil e così, al suo ritorno a casa, in preda all'ira, confessa al marito che Neil è il suo amante da tempo e che lei ha ucciso volontariamente Sorren perché voleva rivelargli il suo stato. Louis, sconvolto e amareggiato, vuole però almeno suo figlio e intende obbligarla a portare a termine la gravidanza.
Rosa sembra assecondarlo ma durante una gita in macchina si getta dall'auto e poi giù lungo una scarpata, perdendo il bambino. Le ferite riportate poi si aggravano e sfociano in una peritonite. Louis cerca in tutti i modi di curarla ma la donna, durante una sua breve assenza per impegni lavorativi, pur delirante si trascina fino alla stazione ferroviaria.
Quando il medico arriva è troppo tardi: Rosa si accascia a terra, ormai senza vita, proprio davanti al treno che parte per Chicago.

## Premi e riconoscimenti
- Premi Oscar 1950 - Premio Oscar
  - Nomination Migliore colonna sonora
- Una battuta del film ("Che stamberga", "What a dump" in lingua originale) è stata inserita nel 2005 nella lista delle cento migliori citazioni cinematografiche di tutti i tempi stilata dall'American Film Institute, nella quale figura al 62º posto[2].

## Citazioni letterarie
Nel suo riconosciuto capolavoro, il dramma teatrale Chi ha paura di Virginia Woolf?, il drammaturgo statunitense Edward Albee inserisce proprio la battuta del film "Che postaccio!" ("What a dump" in lingua originale), nelle prime pagine del I atto (Giochi e divertimento) dello stesso dramma, facendola più volte pronunciare dalla protagonista Martha, la quale cita anche sia Bette Davis sia Joseph Cotten. Inoltre il film viene accennato, senza che ne venga ricordato il titolo, attraverso i dialoghi iniziali dei protagonisti, di cui la stessa Martha ne ricorda vicende e finale.